# Euphorbia ruficeps
Euphorbia ruficeps là một loài thực vật có hoa trong họ Đại kích. Loài này được S.Carter mô tả khoa học đầu tiên năm 1980.